# 白木原駅

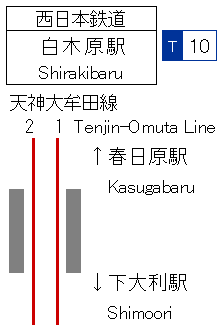
配線図

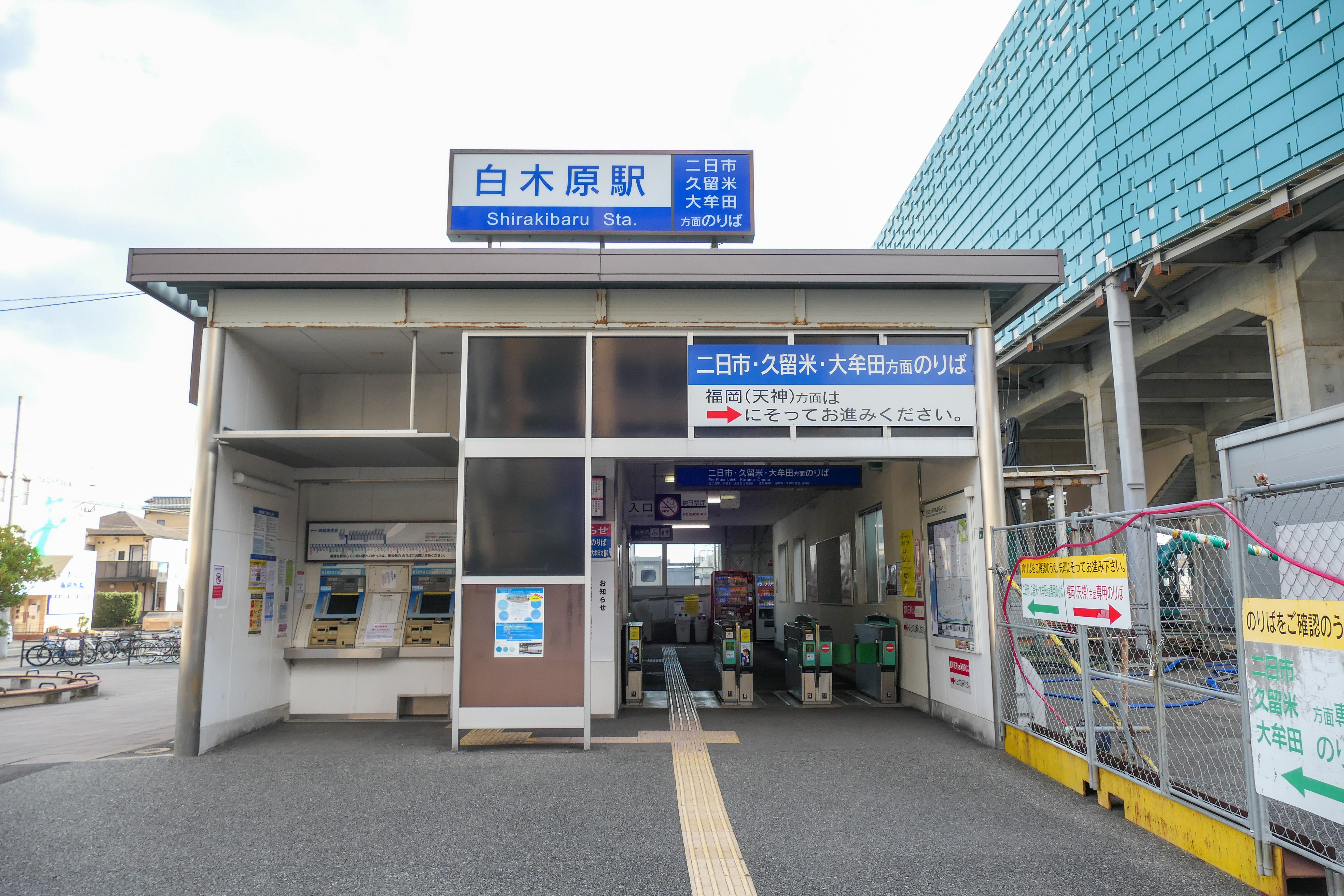
東口

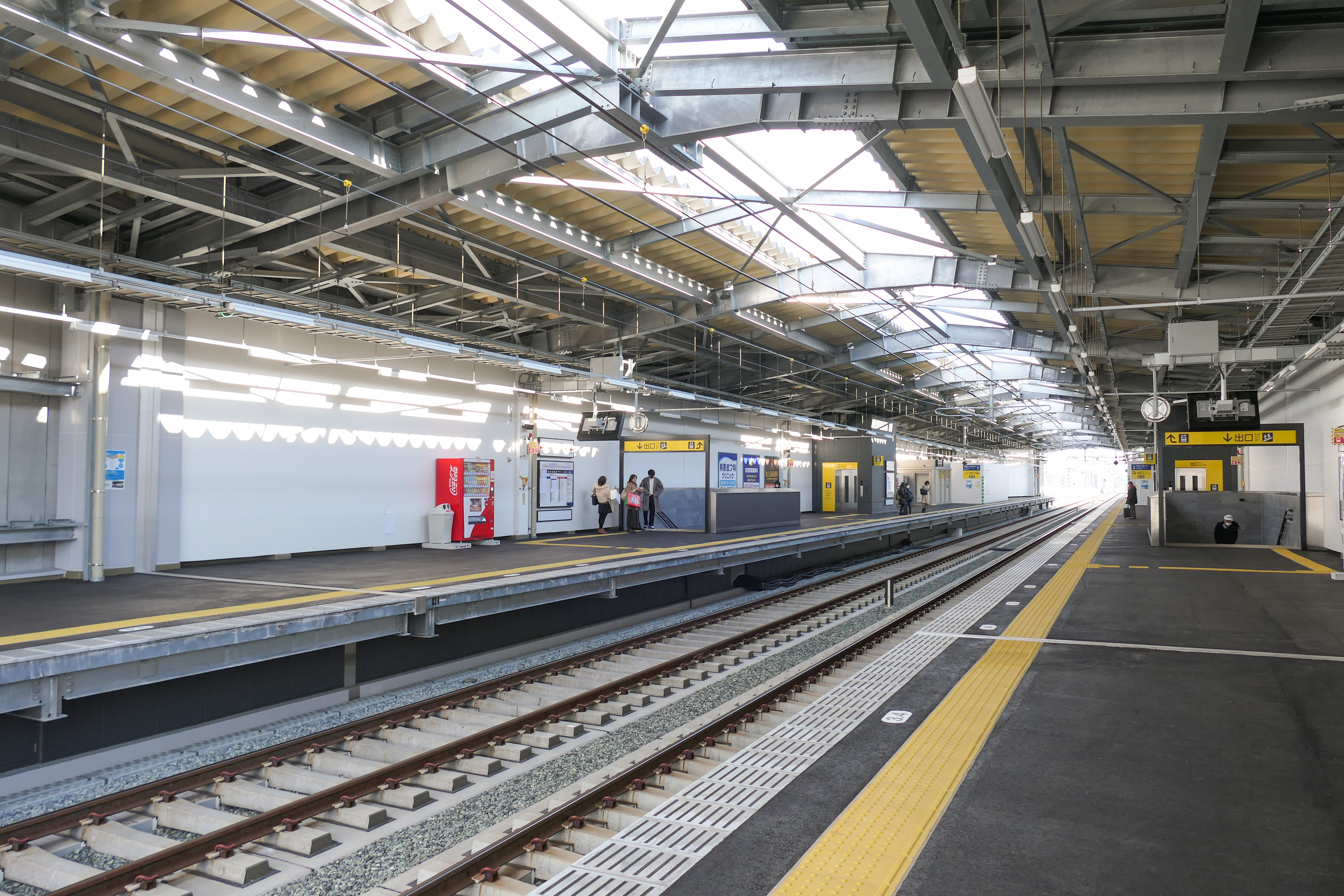
高架化後のプラットホーム

白木原駅（しらきばるえき）は、福岡県大野城市白木原一丁目に所在する西日本鉄道（西鉄）天神大牟田線の駅である。駅番号はT10。

## 歴史

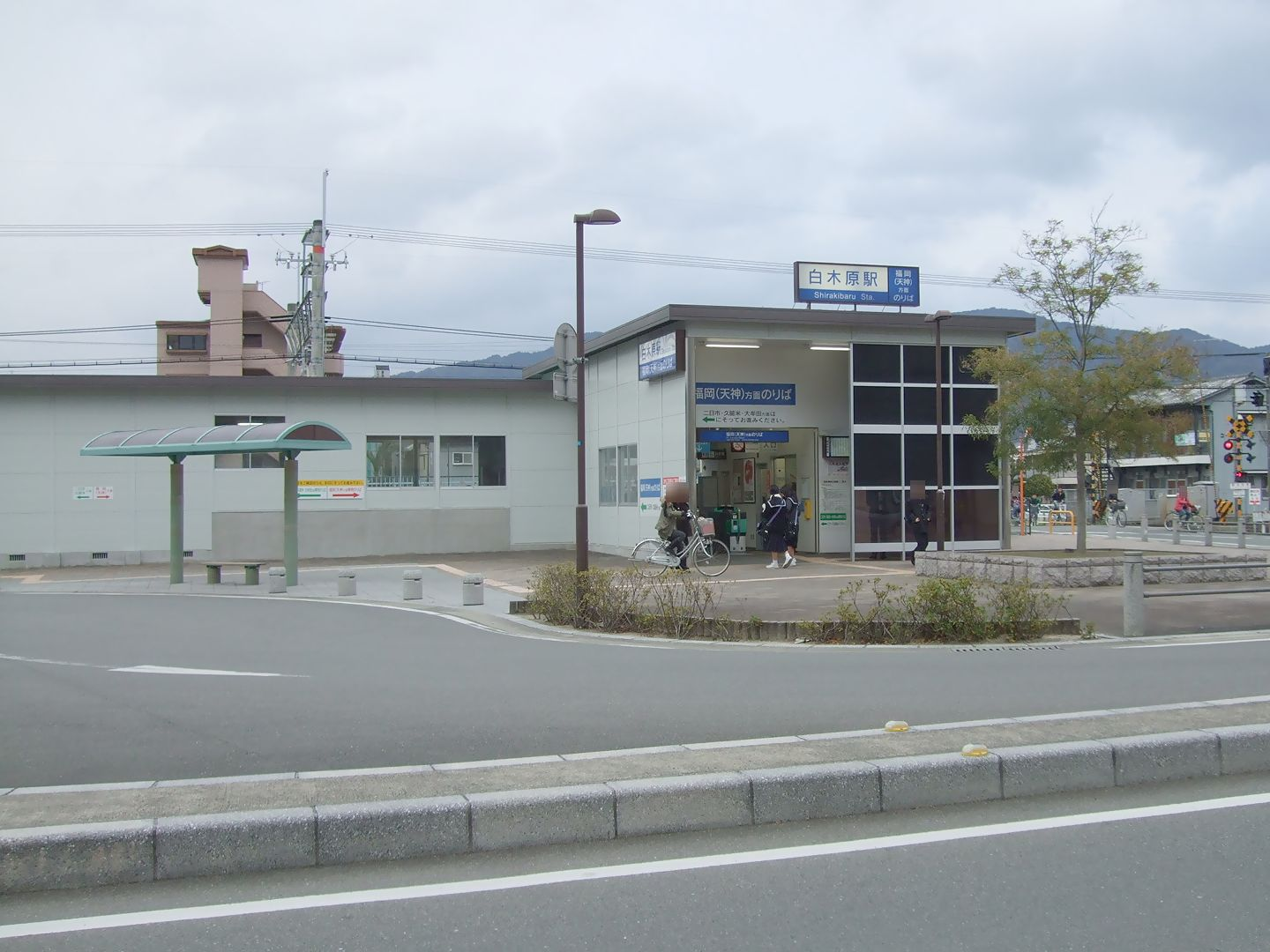
地上駅舎時代の西口

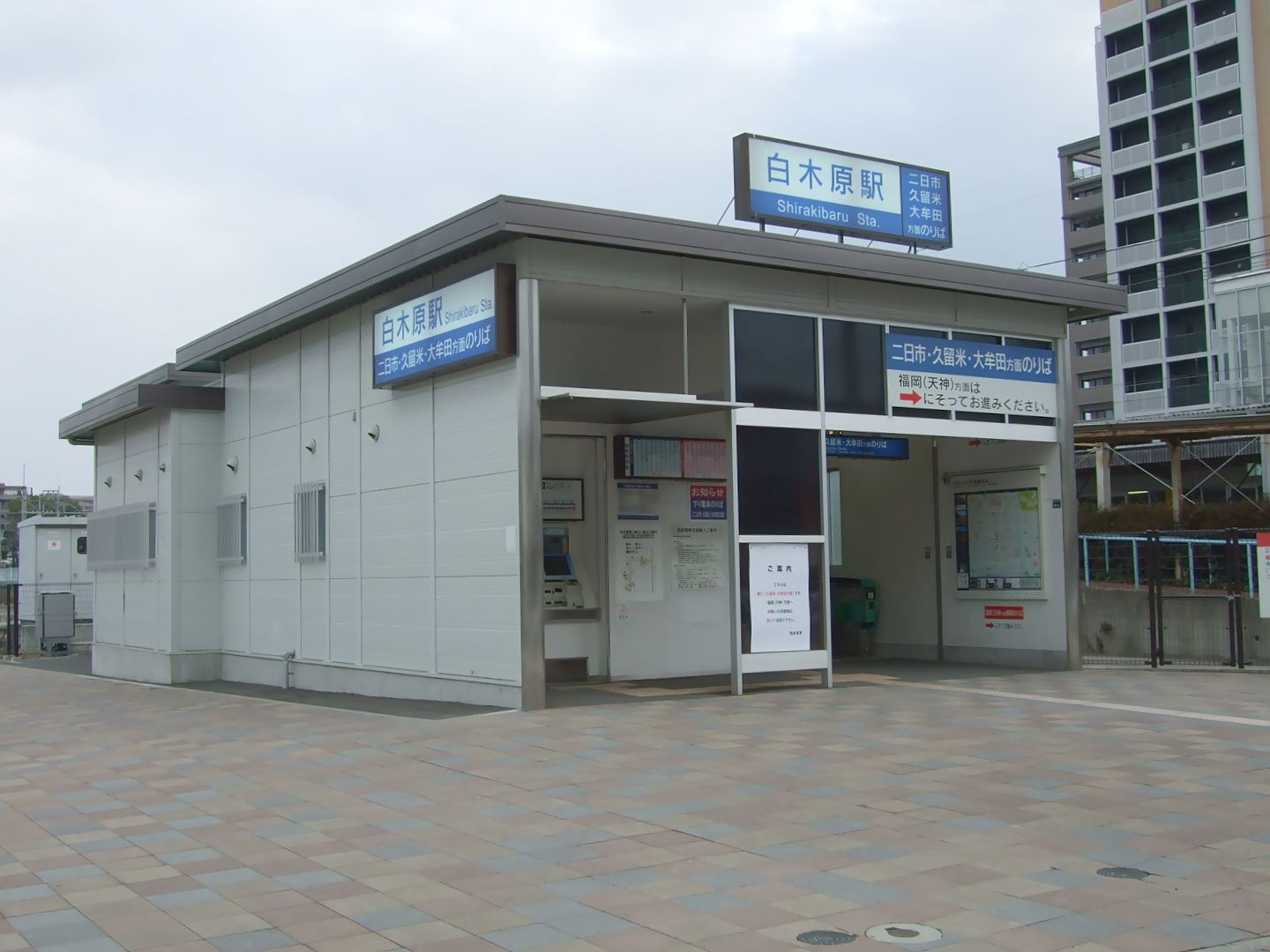
地上駅舎時代の東口

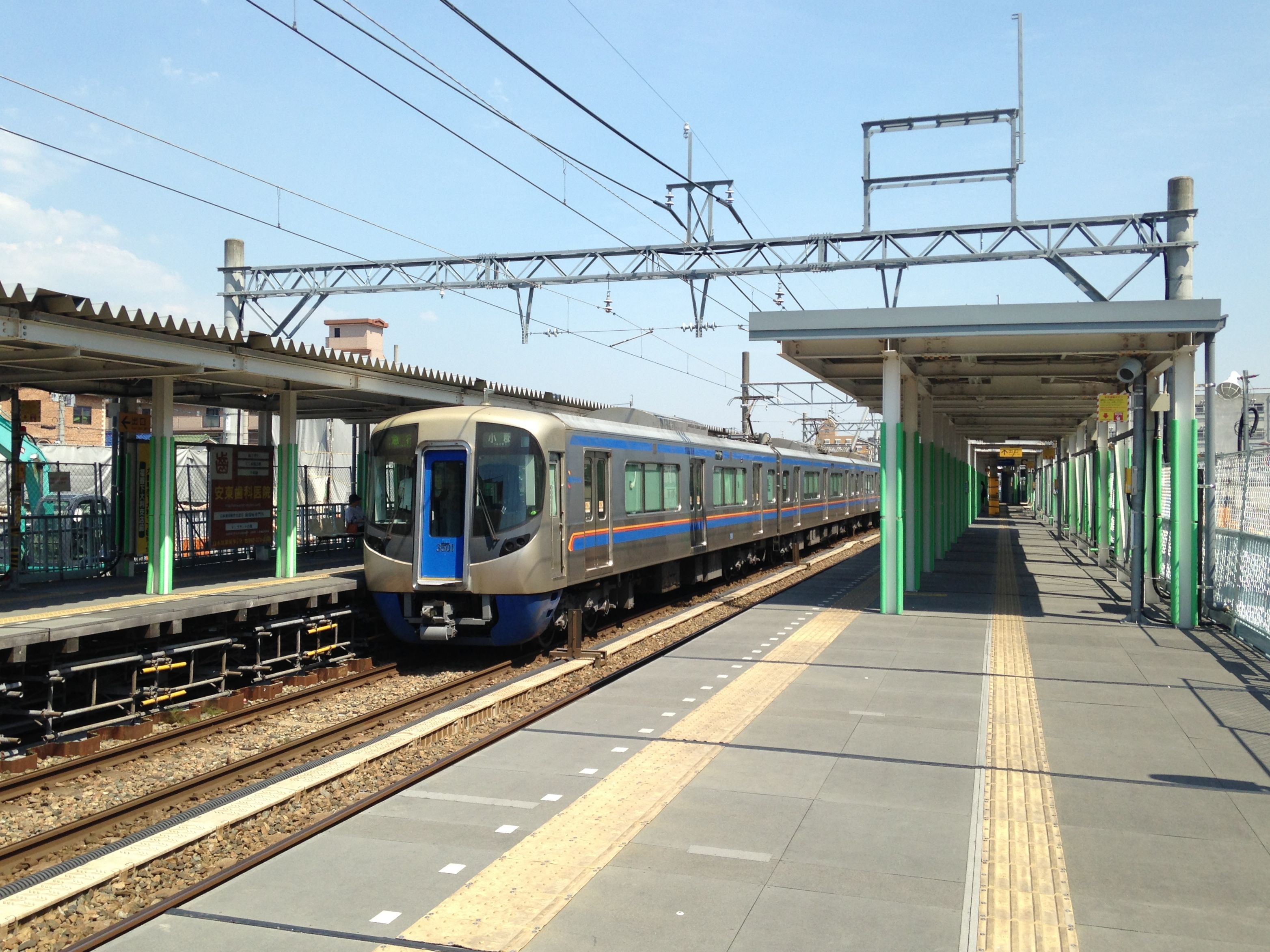
地上駅舎時代のプラットホーム

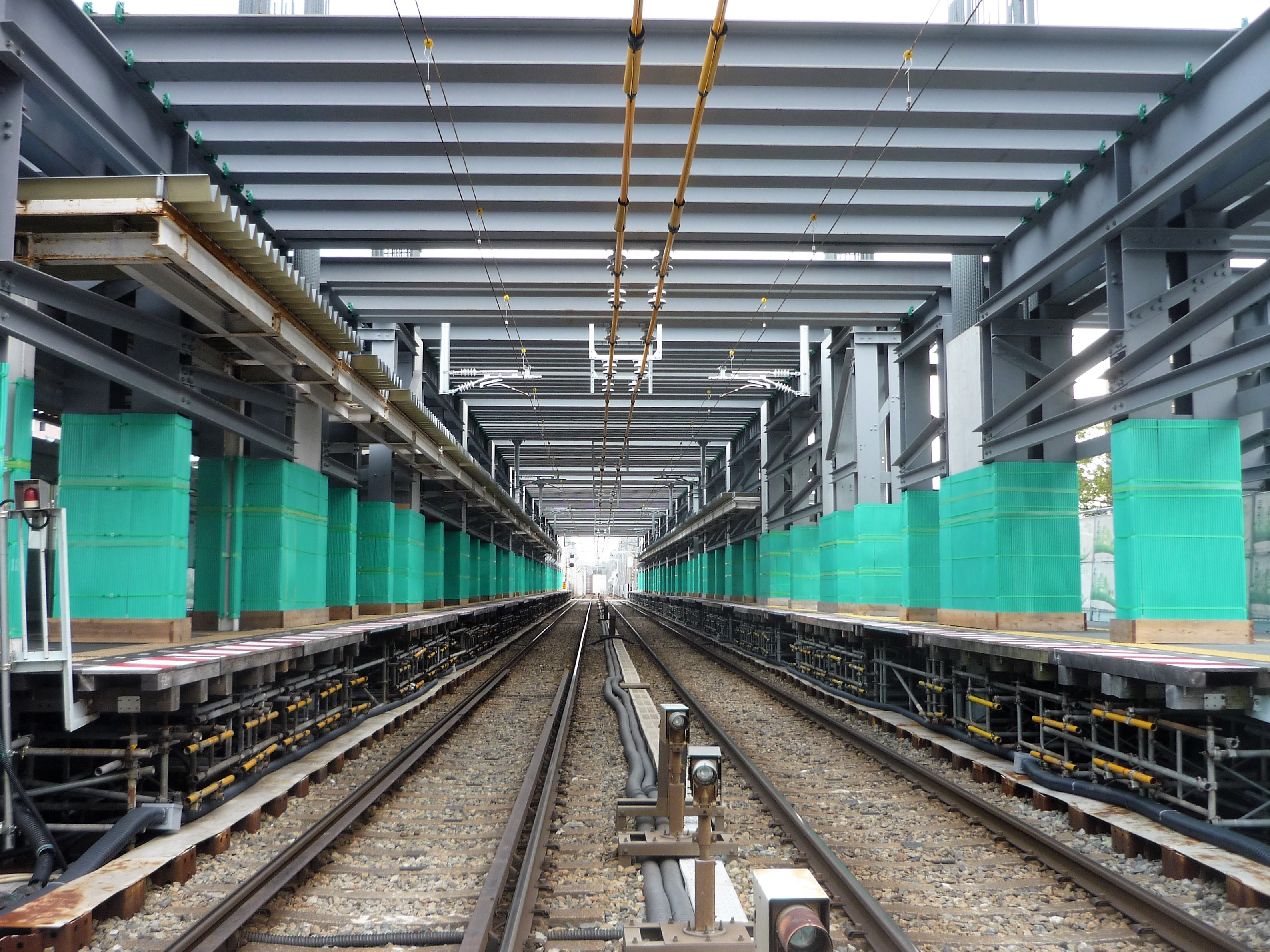
高架化工事中のプラットホーム

- 1946年（昭和21年）：臨時駅として開業[2]
- 1950年（昭和25年）5月6日：常設駅に昇格[2][3]。
- 1964年（昭和39年）9月：駅舎改築。
- 2003年（平成15年）：駅西側の再開発で、ロータリーが完成。大野城市コミュニティバス「まどか号」が乗り入れ。
- 2007年（平成19年）3月1日：東口、西口に分かれたプレハブの仮駅舎で営業開始。西側にあった駅舎は解体され、上り線ホームと下り線のホームを結ぶ構内踏切が廃止。これにより構内でのホームの往来ができなくなる。
- 2008年（平成20年）5月18日：ICカードnimoca供用開始。
- 2017年（平成29年）2月1日：駅ナンバリングを導入[4]。
- 2022年（令和4年）8月28日：高架化[5]。西鉄側から2019年10月末に工期の変更が必要であるという理由で事業計画の変更を申し入れる前までは、2021年3月末に高架化する予定だった[6]。
- 2024年（令和6年）5月末：工事完了予定[6]。

## 駅構造
相対式ホーム2面2線を持つ高架駅。ホーム有効長は8両分ある。2007年2月までは、筑紫駅以北では唯一構内踏切を有する駅であった。
| ホーム | 路線          | 方向 | 行先                                     |
| ------ | ------------- | ---- | ---------------------------------------- |
| 1      | ■天神大牟田線 | 下り | 二日市・太宰府・久留米・柳川・大牟田方面 |
| 2      | ■天神大牟田線 | 上り | 福岡（天神）方面                         |

## 利用状況
2024年度の1日平均乗降人員は9,805人であり、西鉄の駅としては第15位である。
各年度の1日平均乗車および乗降人員は下表のとおり。
| 年度               | 1日平均 乗車人員 | 1日平均 乗降人員 |
| ------------------ | ---------------- | ---------------- |
| 1996年（平成08年） | 5,184            | 10,263           |
| 1997年（平成09年） | 5,107            | 10,099           |
| 1998年（平成10年） | 4,885            | 9,644            |
| 1999年（平成11年） | 4,710            | 9,298            |
| 2000年（平成12年） | 4,649            | 9,159            |
| 2001年（平成13年） | 4,493            | 8,888            |
| 2002年（平成14年） | 4,412            | 8,671            |
| 2003年（平成15年） | 4,527            | 8,850            |
| 2004年（平成16年） | 4,425            | 8,611            |
| 2005年（平成17年） | 4,421            | 8,800            |
| 2006年（平成18年） | 4,428            | 8,877            |
| 2007年（平成19年） | 4,350            | 8,710            |
| 2008年（平成20年） | 4,400            | 8,833            |
| 2009年（平成21年） | 4,321            | 8,658            |
| 2010年（平成22年） | 4,393            | 8,814            |
| 2011年（平成23年） | 4,362            | 8,743            |
| 2012年（平成24年） | 4,367            | 8,772            |
| 2013年（平成25年） | 4,523            | 9,094            |
| 2014年（平成26年） | 4,493            | 8,986            |
| 2015年（平成27年） | 4,566            | 9,127            |
| 2016年（平成28年） | 4,605            | 9,199            |
| 2017年（平成29年） | 4,742            | 9,456            |
| 2018年（平成30年） | 4,797            | 9,581            |
| 2019年（令和元年） | 4,891            | 9,814            |
| 2020年（令和02年） |                  | 8,226            |
| 2021年（令和03年） |                  | 8,615            |
| 2022年（令和04年） |                  | 8,973            |
| 2023年（令和05年） |                  | 9,304            |
| 2024年（令和06年） |                  | 9,805            |

## 駅周辺
終戦後、現在の九州大学筑紫キャンパスや春日公園辺りに在日米軍基地が存在し、当駅辺りからJR九州の鹿児島本線を跨いだ高架道路の春日大橋辺り(当時は基地に入るゲートがあった)まで続く現在の県道580号の道沿いには基地に暮らす米軍兵向けの洋装店など米軍兵向けの個人店が数多く点在した。当時の白木原商店街には多くの横文字の看板が並び地元住民からは「ベース通り」と呼ばれていた。基地は1972年まで存在し、基地が無くなった後もいくつか個人商店が存在したが、現在では僅かな店を除いて「ベース通り」と呼ばれていた頃から営業している店は閉店している。2003年には、高架工事に伴う当駅の西側の再開発で西側にあった旧駅舎前付近にあった個人商店や民家などが解体されスーパーのサニーや駅前ロータリーなどが整備された。一方、駅の東側にも民家やアパートなどが密集していたが、高架工事に向けて2000年代中期頃から徐々に解体された後、跡地には高架工事用スペースや小規模なロータリーと駐輪場などが整備されている。バブル景気の1990年代初頭頃には、現在のサニー辺りに高層マンションの建設予定計画があったが、1990年代後半頃に白紙に戻った。現在も福岡市のベッドタウンとしてマンションや民家などが増える中、ベース通りと呼ばれていた頃や基地があったことを知らない新しい住民も増えている。
- 大野城市立大野中学校
- 大野城市立大野小学校
- 白木原公民館
- サニー白木原店 - 西口側に存在。
- 筑紫総合庁舎
- 筑前大野郵便局
- 福岡県立春日高等学校
- JR鹿児島本線大野城駅
- 九州大学筑紫キャンパス

### 過去に存在した建物
- 生鮮食品直売店 - 2002年頃、駅のすぐ東側にプレハブの建物で生鮮食品が売られていた。閉店後、建物は放置され後に解体されて現在は高架工事用の工事スペースになっている。
- 江島屋 白木原店　- 当駅付近の下り線の線路沿いに1990年代後半まで古くから存在したスーパー。現在はコインパーキングになっている。

### 名所・旧跡
- 春日公園

春日市域にある県営による公園。
- 水城跡

太宰府市域にまたがる遺跡。国指定特別史跡。
- 瓦田地禄神社

大野城市瓦田三丁目、牛頸川東岸にある神社。参照『瓦田地禄神社』。

### バス路線
大野城市コミュニティバス「まどか号」
- ■3　大城ルート
  - 瑞穂町→まどかぴあ→落合橋→御笠川3丁目→太宰府インター入口→大城3丁目→大城小学校→総合公園入口→水城ヶ丘入口→大城5丁目→大城4丁目→釜蓋→太宰府インター入口→御笠川3丁目→落合橋→まどかぴあ→瑞穂町→西鉄白木原駅→JR大野城駅

## 隣の駅
西日本鉄道
■天神大牟田線
■特急・■急行
通過
■普通
春日原駅（T09） - 白木原駅（T10） - 下大利駅（T11）